# Hamburger Flugzeugbau HFB-320 Hansa Jet
HFB-320 Hansa Jet — немецкий лёгкий многоцелевой транспортный самолёт. Самолёт представляет собой цельнометаллический среднеплан со свободнонесущим крылом и построен с достаточно оригинальными решениями. Основная особенность — крыло обратной стреловидности с углом 15° по передней кромке, благодаря чему главный лонжерон пропущен через фюзеляж насквозь. Хвостовое оперение Т-образное. Топливные баки размещены на законцовках крыла. Пара реактивных двигателей расположена на пилонах в хвостовой части самолёта.
Начало проекта по разработке самолёта было положено в 1960 году. Первый полёт прототипа состоялся 21 апреля 1964 года, а серийная машина поднялась в воздух 2 февраля 1966 года. Первым коммерческим эксплуатантом стала итальянская Italcementi получившая свой самолёт 26 сентября 1967 года. В 1977 году была выпущена модификация HFB-320M являющая собой военный постановщик помех (РЭБ).

## Основные характеристики[1]
- Экипаж — 2 человека.
- Пассажировместимость — 11-15 в зависимости от конфигурации.
- Длина — 16,61 м.
- Размах крыла — 14,48 м.
- Высота — 4,92 м.
- Площадь крыла — 30,14 м².
- Вес пустого — 5 511 кг.
- Максимальный взлётный вес — 9 218 кг.
- Силовая установка — два турбореактивных General Electric CJ610-1[2] или CJ610-5[3] или CJ610-9[4].
- Тяга  — 2×12,7[5] или 2×13,15[6] кН или 2×14 кН[7].
- Крейсерская скорость — 825 км/ч.
- Дальность — 2 413 км.
- Статический потолок 11 433 м.
- Скороподъёмность — 21,6 м/с.